# František Gregora
Frantisek Gregora (Netolice prop de České Budějovice, 9 de gener de 1819 – [...?], 27 de gener de 1887) fou un compositor txec.
Estudià en l'Escola Normal de Mestres de Budweis i més tard a Viena. Després tornà a Bohèmia, on actuà coma mestre de cor a Vodñanyi i Písek, dedicant-se a la composició i teoria musical. Les composicions de Gregora es distingeixen per la seva forma clàssica, habilitat contrapuntística, el seu caràcter profundament religiós.
Entre elles destaquen: cinc Misses; Te Deum, Veni Sancte Spiritus, Pare Nostre, Ofertori per a cor mixt amb acompanyament d'orquestra; Rèquiem, Cants fúnebres, etc. Com a autor de cançons tingué gran encert en la imitació del caràcter nacional: El nuviatge, El cant del caçador, La flor, i El comiat; entre els seus cors: Nitra, La nau, Cant a la natura, etc. A més, va escriure una sèrie de mètodes i estudis, quartets, fuges i un Manual d'harmonia musical.